# Eloína dos Leopardos
Eloína dos Leopardos, también conocida como Eloína de Souza (Catumbí, Río de Janeiro, 13 de enero de 1946), es una actriz, coreógrafa, productora y transformista brasileña. En 1976, se convirtió en la primera reina de batería del Carnaval de Río, cargo que ocupó hasta 1978.
En 2025, fue homenajeada por la escuela de samba Paraíso do Tuiuti, cuyo tema fue Xica Manicongo, la primera travesti no indígena de Brasil. Eloína participó en el último carro alegórico de la escuela, llamado «Traviarcado».
Eloína reside actualmente en São Paulo, donde trabaja como recepcionista en el Bar da Onça.

## Biografía
Eloína creció en el barrio de Catumbí, en la región central de Río de Janeiro, donde fue criada por su madrina, Jacira. Cuenta que desde los 7 años se identificaba con lo femenino, y le gustaba usar aretes y lápiz labial. Su madrina la apoyó y no se dejó influenciar por quienes decían que eso no iba a "salir bien".
A los 14 años, Eloína comenzó a trabajar como camarera para coristas en el Teatro Carlos Gomes, y en 1966, a los 21 años, empezó a actuar como bailarina en clubes nocturnos de Copacabana, invitada por el productor Carlos Machado. Durante este período, se dice que fue una de las responsables de promover el naturismo, a través de su participación en la obra Luz del Fuego, sobre la artista del mismo nombre, una de las pioneras de esta filosofía en Brasil.

### Vida en París
Al igual que otras transformistas, debido a la represión de la dictadura militar y en busca de una vida mejor, Eloína terminó mudándose a París, donde tuvo la oportunidad de trabajar en clubes nocturnos (como Carrousel y Madame Arthur) y de vivir como travesti. El año de su llegada a la capital francesa varía según la fuente consultada, pero habría ocurrido entre mediados de 1969 y 1972. Llegó allí sin hablar francés, y utilizando sólo como referencia la dirección de un hotel donde ya se habían alojado otras travestis brasileñas antes que ella.
Aunque ganó algo de dinero en París, la mayor parte lo gastó en su propia subsistencia, procedimientos cosméticos y un vestuario sofisticado, necesarios para el desarrollo de su carrera artística. París se convirtió en su segundo hogar, y durante los siguientes 30 años, regresaría a la ciudad varias veces.

### Reina de batería
En 1975, en Río de Janeiro, Eloína participó en un concurso de baile de carnaval, donde obtuvo el segundo lugar vistiendo únicamente un bikini blanco y plumas de faisán. Su actuación llamó la atención del figurinista Viriato Ferreira, quien sugirió al carnavalesco Joãosinho Trinta que la contratara para desfilar con el Grêmio Recreativo Escola de Samba Beija-Flor de Nilópolis.
Eloína revela que, aunque nunca se consideró hermosa, «era exuberante». Antes de invitarla oficialmente a desfilar frente a los instrumentistas de la escuela de samba, Joãosinho Trinta la hizo desnudarse frente a él, y solo entonces declaró: «¡Es a ti a quien quiero!». Durante el carnaval de 1976, le indicó que se parara frente a la batería de Beija-Flor con una túnica y que solo se la quitara al comenzar el desfile. La actuación fue un éxito, y con el tema «Sonhar com Rei Dá Leão», la escuela de samba fue la ganadora ese año.
Eloína cuenta que nadie sabía en ese momento que la reina de batería era una travesti, y cuando lo informaron al día siguiente del desfile, «fue un escándalo». Como el puesto se volvió muy disputado, logró conservarlo hasta 1978, siendo posteriormente reemplazada por una bailarina tradicional de Beija-Flor, Sônia Capeta, que reinó durante 22 años al frente de la batería.

## Teatro y cine
En 1987, produjo el espectáculo erótico A Noite dos Leopardos («La Noche de los Leopardos»), con hombres haciendo striptease. La obra se mantuvo en escena ininterrumpidamente hasta 1997 y se representó en Portugal, España, Italia y Estados Unidos. En 1992, durante la gira de «The Girlie Show World Tour» en Brasil, Madonna habría ordenado el cierre de la Galería Alaska de Río de Janeiro, donde se presentaba el espectáculo, para una función exclusiva.  De esta época data el seudónimo «Eloína dos Leopardos», por el que es más conocida hoy en día.
Entre 2000 y 2014, Eloína formó parte del elenco del espectáculo musical Divinas Divas, en el Teatro Rival de Río de Janeiro, junto a Rogéria, Divina Valéria, Camille K, Marquesa, Brigitte de Búzios y Fujika de Hallyday, con quienes había formado un grupo musical en el mismo teatro durante la década de 1970. En 2016, el espectáculo fue transformado en un documental de Leandra Leal, con todo el elenco original.
La obra, que se estrenó comercialmente en 2017, ganó varios premios, entre ellos el Grande Prêmio do Cinema Brasileiro, el Prêmio Félix, y el premio al Mejor Documental en el Festival de Río de 2016.
En 2020, Eloína actuó por primera vez en el Teatro Municipal de São Paulo con la obra Divinas Divas – Verão Sem Censura («Divinas Divas – Verano sin censura»), junto a Jane di Castro, Divina Valéria, Camille K, Marcia Dailyn y Divina Núbia.

## Premio
En 2021, recibió el Premio Cláudia Wonder en la novena edición de SP TransVisão.